# ショートピース (漫画)
『ショート・ピース』は、日本の漫画短編集。大友克洋の処女短編集で、1979年に奇想天外社から、その後1984年に双葉社から刊行された。大友も参加しているオムニバスアニメ映画『SHORT PEACE』とは無関係。
収録作品はいずれも20ページほどの短編で、カルト色の強いもの。
装丁の書名には、日本たばこ産業の発売するたばこの銘柄「ピース」（愛称は「ショートピース）のパッケージに似せた書体が使われている。

## 収録作品
- 宇宙パトロール・シゲマ
- ABOUT MIDNIGHT
- School-boy on good time
- 任侠シネマクラブ
- 大麻境
- WHISKY-GO-GO
- NOHING WILL BE AS IT WAS
- 夢の蒼穹[注 1]
- 犯す

## 書誌情報
- 『ショート・ピース 自選作品集①』（奇想天外社 奇想天外コミックス、1979年3月10日発売）
- 『ショート・ピース 大友克洋傑作集3』（双葉社 アクション・コミックス、1984年11月24日発売）ISBN 978-4-57-593033-7